# Aphanotrigonum meijerei
Aphanotrigonum meijerei är en tvåvingeart som först beskrevs av Oswald Duda 1933.  Aphanotrigonum meijerei ingår i släktet Aphanotrigonum och familjen fritflugor. Arten är reproducerande i Sverige. Inga underarter finns listade i Catalogue of Life.